# Gandagor
Gandagor is een plaats in de Pakistaanse provincie Beloetsjistan. 